# 살바토레 보케티
살바토레 보케티(이탈리아어: Salvatore Bocchetti, 1986년 11월 30일 ~, 나폴리)는 이탈리아의 은퇴한 축구 선수이다. 포지션은 센터백이었다.